# Наоми Осака
Наòми Осàка е професионална тенисистка, представляваща Япония. Превръща се в първата жена от Азия, стигнала до номер 1 в света. Печели три титли и достига до три финала в турнири от календара на Женската тенис асоциация.
Родена е в Япония в семейството на баща от Хаити и майка от Япония, но живее в САЩ от тригодишна възраст. За първи път привлича вниманието към себе си на шестнайсет години, когато побеждава бившата шампионка от Откритото първенство на САЩ, Саманта Стоусър в дебюта си като професионалист на Банк ъф дъ Уест Класик 2014. Две години по-късно достига до първия си финал на турнир в Япония и става част от топ 50 на света. Печели първата си титла през 2018 г., когато печели турнира в Индиън Уелс. През септември 2018 г. печели Откритото първенство на САЩ, побеждавайки 23-кратната шампионка в турнири от Големия шлем, Серина Уилямс. Това постижение я прави първата японска тенисистка, печелила турнир от такъв ранг.
На 23 юли 2021 г. запалва огъня на летните олимпийски игри в Токио 2020.

## Първи години
Наоми е родена на 16 октомври 1997 г. в семейството на Тамаки Осака и Леонард Франсоа. Майка ѝ е от Хокайдо, Япония, а баща ѝ – от Джакмел, Хаити. По-голямата ѝ сестра Мари също е професинална тенисистка. Двете момичета получават моминското име на майка си, за да им бъде по-лесно да се впишат, докато семейството все още живее в Япония. Родителите на Осака се срещнали, когато баща ѝ посетил Хокайдо като студент в Ню Йорк.
Осака е тригодишна, когато семейството ѝ се мести от Япония във Вали Стрийм, щат Ню Йорк, САЩ. Там те живеят при родителите на баща ѝ. Леонард Франсоа получава вдъхновение от сестрите Винъс и Серина Уилямс – след като наблюдава представянето им на Откритото първенство на Франция през 1999 г. – да научи дъщерите си да играят тенис. Заради малкия си опит като треньор, той се опитва да следва методите на бащата на сестрите Уилямс – Ричард Уилямс, който превръща дъщерите си в едни от най-добрите в историята, без сам да е практикувал спорта. След като се преместват в САЩ, той започва тренировки с Мари и Наоми. През 2006 г., когато Наоми е на осем години, семейството се мести във Флорида, където има по-добра възможност за тренировки.
Въпреки че Осака е отраснала в САЩ, родителите ѝ решават тя да представя Япония. Възможно е това решение да е породено и от липсата на интерес от страна на Американската тенис асоциация, докато Наоми е все още малка. По-късно асоциацията предлага на Осака възможността да тренира в националния им тренировъчен център в Бока Ратон, но тя отказва.

## Стил на игра
Осака е агресивен играч от основната линия. Притежава голяма сила на удара, особено на форхенда и сервиса си. Способна е да удря форхенди със 160 км/ч. на 16-годишна възраст, докато сервисът ѝ достига 200 км/ч., правейки го един от десетте най-силни в историята на Женската Тенис Асоциация. Докато голямата сила помага на Ноами да прави голям брой завършващи удари, ключът към успеха ѝ са дългите разигравания. Едно от първите доказателства за успеха на тази стратегия е първата ѝ титла на Пан Пасифик Оупън през 2016 г.
Осака споменава подобряването на психическата си нагласа и намаляването на непредизвиканите грешки като причини за напредъка си през 2018 г.

## Кариерна статистика

### Финали на сингъл в турнири на ATP (5)
| №  | Година | Турнир                       | Противник              | Резултат            |
| 1. | 2016   | Пан Пасифик Оупън, (Япония)  | Каролине Возняцки      | 5 – 7, 3 – 6        |
| 2. | 2018   | Бе Ен Пе Париба Оупън, (САЩ) | Дария Касаткина        | 6 – 3, 6 – 2        |
| 3. | 2018   | Пан Пасифик Оупън, (Япония)  | Каролина Плишкова      | 4 – 6, 4 – 6        |
| 4. | 2019   | Пан Пасифик Оупън, (Япония)  | Анастасия Павлюченкова | 6 – 2, 6 – 3        |
| 5. | 2019   | Чайна Оупън, (Китай)         | Ашли Барти             | 3 – 6, 6 – 3, 6 – 2 |

### Финали на Голям шлем
| Резултат  | Година | Турнир                          | Настилка | Опонент           | Резултат            |
| --------- | ------ | ------------------------------- | -------- | ----------------- | ------------------- |
| Победител | 2018   | Открито първенство на САЩ       | Твърда   | Серина Уилямс     | 6 – 2, 6 – 4        |
| Победител | 2019   | Открито първенство на Австралия | Твърда   | Петра Квитова     | 7 – 6, 5 – 7, 6 – 4 |
| Победител | 2020   | Открито първенство на САЩ       | Твърда   | Виктория Азаренка | 1 – 6, 6 – 3, 6 – 3 |